# 제1대 클래런스 공작 앤트워프의 라이오넬
제1대 클래런스 공작 앤트워프의 라이오넬(Lionel of Antwerp, 1st Duke of Clarence, 1338년 11월 29일 ~ 1368년 10월 7일)은 잉글랜드의 왕족이었다. 잉글랜드의 왕 에드워드 3세와 에노의 필리파의 아들로 흑태자 에드워드의 동생이자, 랭커스터 공작 곤트의 존, 요크 공작 에드먼드 랭글리의 형이었다. 리처드 2세에게는 삼촌이었다.
4세 무렵 얼스터 백작 윌리엄 드 버그의 딸이며 유일한 상속자였던 엘리자베스(1363년 사망)과 약혼, 1347년 9세 때 얼스터백작직과 함께 아일랜드에 있는 엘리자베스의 유산을 물려받게 되었다. 1355년부터는 아버지 에드워드 3세로부터 아일랜드 총독이자 통치자로 임명되어 아일랜드를 대신 통치하였으며, 실제 아일랜드로 부임한 것은 1361년 9월 이후였다. 한때 아버지 에드워드 3세는 스코틀랜드의 왕을 몰아내고 그를 스코틀랜드의 왕으로 앉힐 계획을 세우기도 했다. 1361년 11월 클래런스 공작에 임명되었다.
1363년 엘리자베스 얼스터가 죽자 이탈리아 파비아 영주 갈레아초 비스콘티의 외동딸 비올란테 비스콘티와 결혼했다. 1368년 5월 28일 밀라노에서 비올란테 비스콘티와 결혼식을 올렸고, 수개월간 축제가 열렸는데, 라이오넬은 축제 도중에 피에몬테주의 알바에서 병을 얻어 죽었다. 갈레아초 비스콘티에게 독살당했다는 소문이 돌았지만, 입증된 것은 없다.
그는 남자 후계자를 남기지 못하고 외동딸 필리파 엔트워프만을 남기고 요절했는데, 필리파와 에드먼드 모티머의 손녀 앤 모티머는 그의 조카이자 요크의 에드먼드의 둘째 아들인 코니스버러의 리처드와 결혼한다. 이로써 랭커스터 왕가보다 서열이 낮았던 요크 왕가는 라이오넬의 외손자임을 내세워 왕위 계승의 우선권을 주장하기도 했다.

## 가계도

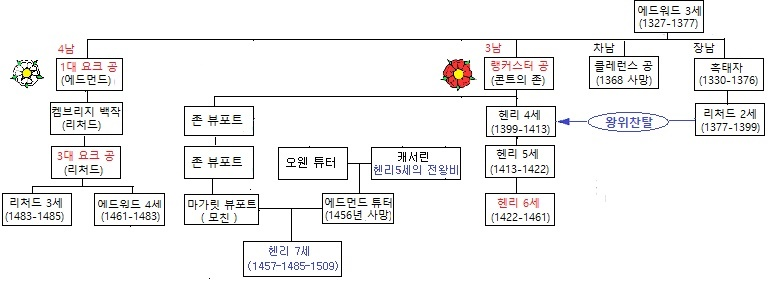
에드워드 3세의 가계도